# Граф Бат

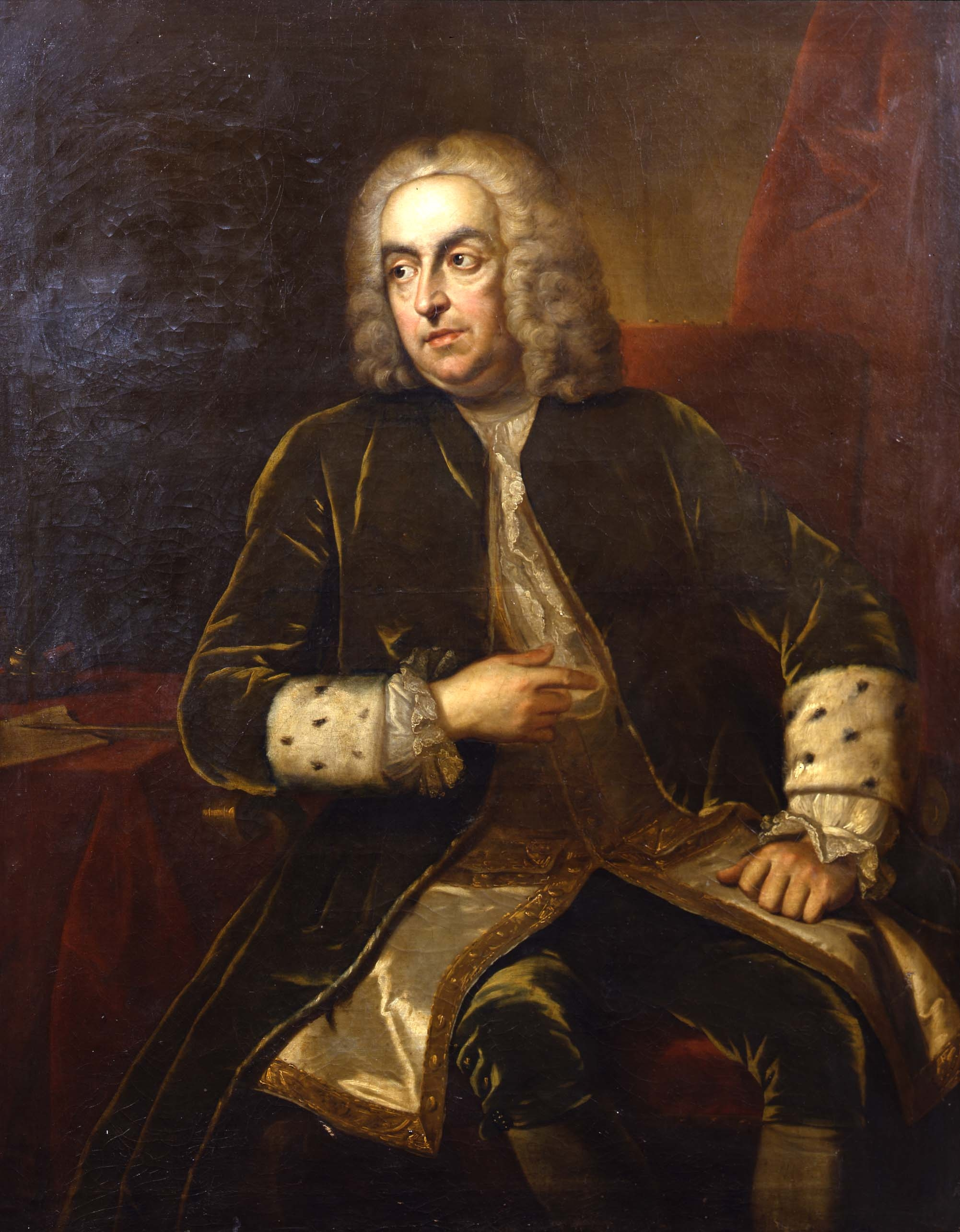
Вільям Палтні, 1-й граф Бат (четверте створення), у 1740-х роках.

Граф Бат був титулом, який створювався п'ять разів у британській історії, тричі в Перстві Англії, один раз у Перстві Великої Британії та один раз у Перстві Сполученого Королівства. Зараз усі вони вимерли.

## Графи Бат; Перше створення (1486)
- Філібер де Шанде, 1-й граф Бат (пом. після 1486)

## Графи Бат; Друге створення (1536)

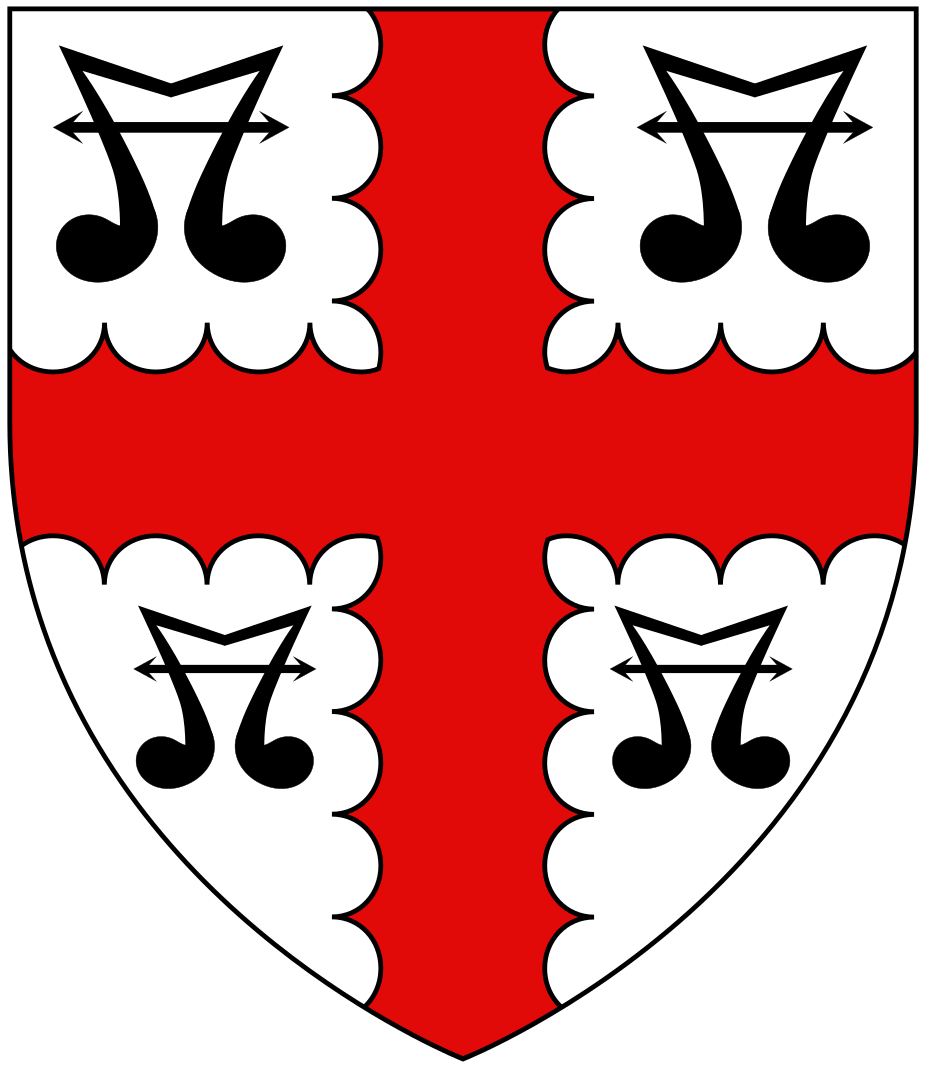
Герб Бурш'є, графів Бата: срібний, червоно-червоний хрест між чотирма водяними бужетами соболі. Емблема: вузол Бурш'є</img>

- Джон Баучер, 1-й граф Бат (1470—1539)
- Джон Баучер, 2-й граф Бат (1499—1561), син.
- Вільям Баучер, 3-й граф Бат (1557—1623), онук.
- Едвард Баучер, 4-й граф Бат (1590—1636), син.
- Генрі Баучер, 5-й граф Бат (1593—1654), двоюрідний брат.

## Графи Бат; Третє створення (1661)

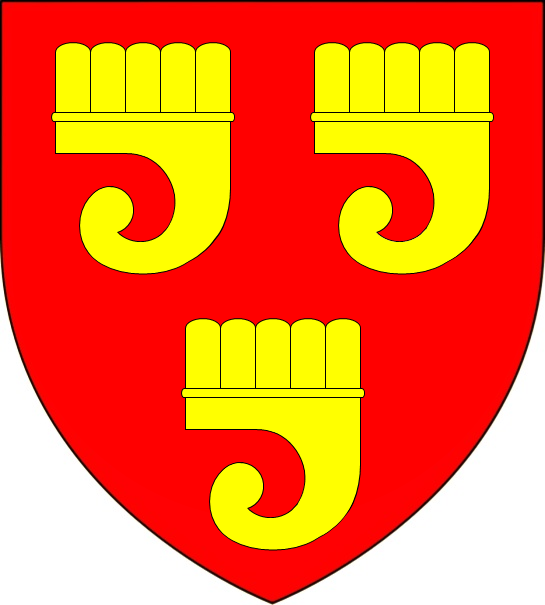
Герб Ґранвілла, графа Бата: ґулі, три кларіони

- Джон Ґранвілл, 1-й граф Бат (1628—1701)
- Чарльз Ґранвілл, 2-й граф Бат (1661—1701), син
- Вільям Ґранвілл, 3-й граф Бат (1628—1701), син.

## Якобітські створення
- Джордж Ґранвілл, 1-й граф Бат (John Granville, 1st Earl of Bath) (1628—1701), Ґранвілл, 1-й барон Ленсдаун, був призначений королевою Анною бароном 1 січня 1712 року. 6 жовтня 1721 року якобітський старий претендент «Джеймс III», який відмовився визнати його перство «Барон Ленсдаун», надане королевою Анною,[1] створив його «лордом Ленсдауна», «віконтом» і «графом Бата». в якобітському перстві Англії, із залишком для своїх спадкоємців чоловічої статі. 3 листопада 1721 року Джеймс прославив його «герцогом Альбемарлем», «маркізом Монком і Фіцгеммоном», «графом Батом», «віконтом Бевілом» і «бароном Ленсдауном Бідефордським» якобітського перства Англії з рештою до спадкоємців. чоловічої статі його крові, який не до свого брата Бернарда Гранвіля та спадкоємців чоловічої статі його крові. Джордж помер 29 січня 1735 року і не залишив потомства чоловічої статі, тому після його смерті баронство Ленсдаун вимерло. Його якобітські титули, як вони були, успадкував його племінник Бернард Ґранвілл, син його брата Бернарда. Молодший Бернард помер у 1776 році, коли якобітські перства, створені 3 листопада 1721 року, вимерли, а ті, що були створені 6 жовтня 1721 року, перейшли до його спадкоємця чоловічої статі.[2]

## Графи Бат; Четверте створення (1742)

Герб Палтні: Аргент, танцівниця феса червоно-червоного кольору, три морди леопарда, соболя

- Вільям Палтні, 1-й граф Бат (1684—1764)
  - Вільям Палтні, віконт Палтні (1731—1763)

## Графи Бат; П'яте створення (1803)
- (Генрієтта) Лаура Палтні, 1-ша графиня Бат (1766—1808)